# Hjolbänningar
Hjolbänningar är en kortfilm från 1961 av Yngve Gamlin i dokumentärform (idag skulle filmen klassificeras som en så kallad mockumentär). 
I filmen skildras "hjolbänningarna" ("jolbänning", av fornjämtska jarðarbeinlingr, är jämtska för "jordbenling" där benling är skinnet på ett djurben eller stövel- eller strumpskaft)[källa behövs], ett mystiskt folkslag i jämtsk folktro som finns i skogens myrar. Filmen är inspelad på Öhn i Ströms Vattudal.

### Webbkällor
- Hjolbänningar på Svensk Filmdatabas